# Montale Rangone
Montale (Muntél in dialetto modenese) è una frazione di Castelnuovo Rangone, in provincia di Modena.Conta 4 066 abitanti

## Geografia
Montale è situato a 4 km da Castelnuovo e a 8 km a sud di Modena. 

## Storia
La frazione, prima del 1800, era una frazione del Comune di Formigine.

## Monumenti e luoghi d'interesse
- Parco archeologico e museo all'aperto della Terramara di Montale, inaugurato nel 2003.
- Chiesa di San Michele Arcangelo

Nel cimitero della frazione è sepolto dal 2007 il tenore Luciano Pavarotti, assieme ai familiari, tra cui la sorella Gabriella.

## Infrastrutture e trasporti

Stazione di Montale

Montale è situato sulla Strada statale 12 dell'Abetone e del Brennero  "Nuova Estense".
Fra il 1893 e il 1937 Montale ospitò una stazione della tranvia Modena-Maranello. Il progetto di trasformazione come ferrovia della stessa e prolungamento fino a Pavullo nel Frignano, pur cantierato e giunto un avanzato stato di realizzazione, non fu mai attuato.